# Rhizophagus simplex
Rhizophagus simplex es una especie de coleóptero de la familia Monotomidae.

## Distribución geográfica
Habita en Alemania y Polonia.